# 守山市
守山市（もりやまし）は、近畿地方北東部、滋賀県の南西部にある市。琵琶湖東岸の野洲川が形成した三角州に位置する。

## 概要

### 地名の由来
「守山」とは、琵琶湖の対岸に位置する御山（比叡山）を守る寺であった東門院に由来するという説や、この近辺に存在していたとされる都賀山の山守に由来するという説がある。

## 地理

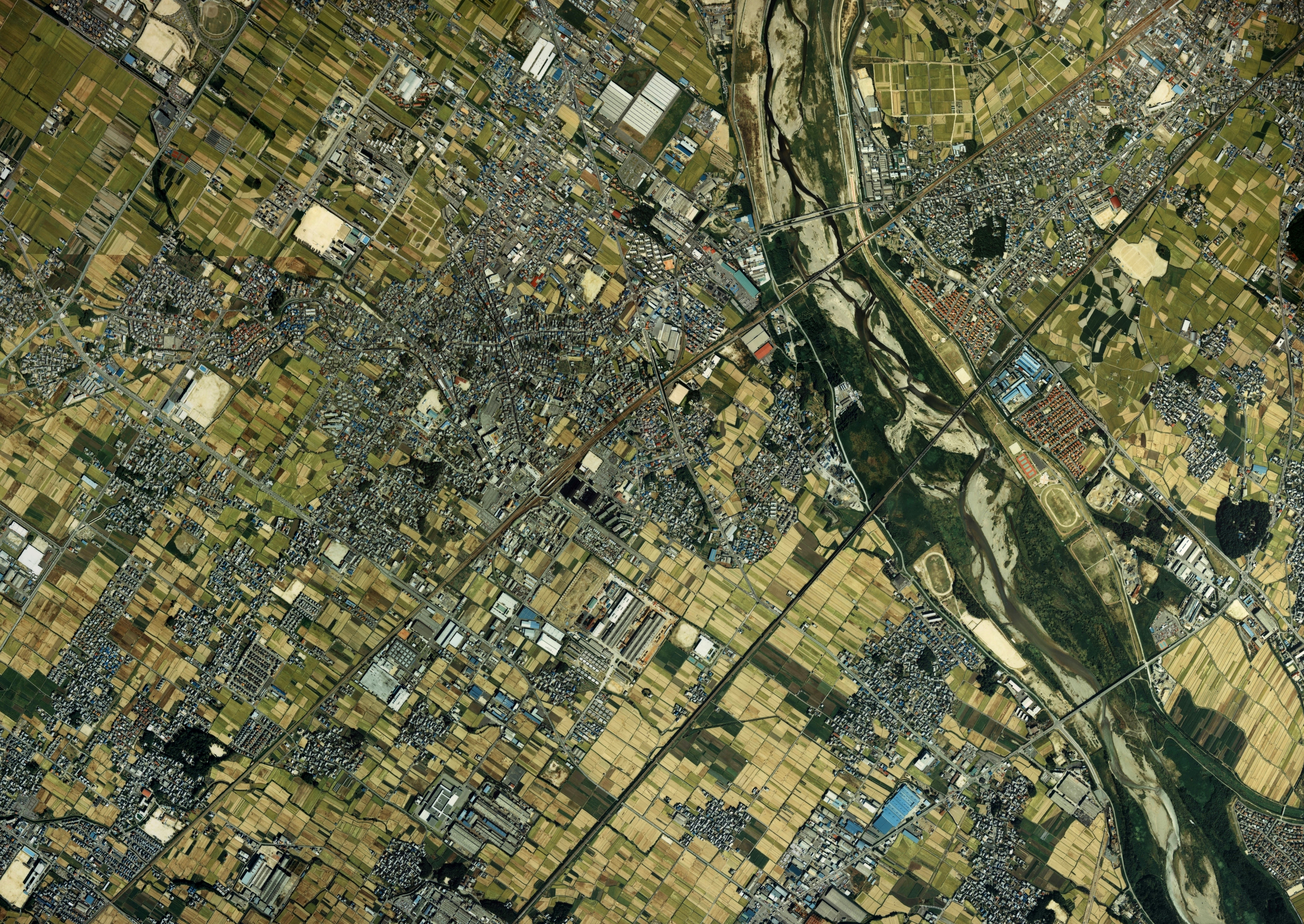
守山市中心部周辺の空中写真。1987年撮影の8枚を合成作成。。

### 位置
鈴鹿山系から流れ出る野洲川の流れに沿い川上から川下にかけ緩やかな斜面を形成するが標高差は20m程度でほぼ平坦地、かつては都賀山などの地名があるが、現在は山や丘と言った地形は認識されない。古来より益須の醴泉が紹介される通り、鈴鹿山系からの湧水と豊かな野洲川の流れにより、水に恵まれた土地であった。ただし、他の琵琶湖沿岸部同様に、過去においては度々起きた川の氾濫や琵琶湖水位の上昇で被害を被った。
市南部を南西から北東に江戸時代当時の中山道が横切り、守山は「京立ち守山泊り」と言われる通り、江戸時代中山道の主要な宿場として栄え、今でも旧中山道には昔ながらの家並みが残っている。旧中山道の東南に東海道本線が走り、境を越え栗東市内に東海道新幹線・国道1号から分岐して国道8号・名神高速道路がほぼ並行して走っている。また、滋賀県道11号守山栗東線が栗東市より野洲川沿い、守山市南東より北に向けてレインボーロードとなり、琵琶湖大橋を通じ堅田へとつながる。
市中心部は東海道本線守山駅の北から西にかけて旧中山道沿いへと広がる。「市役所」等行政施設や「守山市民運動公園」は更に旧中山道を越した地域にあり、琵琶湖沿岸部には「みさき自然公園」や「佐川美術館」等と言ったレクリエーション施設や文化施設がある。

### 地形

#### 河川
主な川
- 野洲川

#### 湖沼
主な湖
- 琵琶湖

### 人口
- 85,485人（2022年7月31日現在）

昭和45年(1970年)7月の市政施行時は35,112人だったが、京阪神の通勤圏内であることや自然環境に恵まれたため人口増加が続き、43年経った2013年に人口が八万人を突破した。 これにより、滋賀県市町第8位となった。(大津市、草津市、長浜市、東近江市、彦根市、甲賀市、近江八幡市の次)
- 平成22年国勢調査より前回調査からの人口増減をみると、7.79%増の76,338人であり、増減率は滋賀県下19市町村中2位。

| |                                        |  |
| 守山市と全国の年齢別人口分布（2005年） | 守山市の年齢・男女別人口分布（2005年） |  |
| ■紫色 ― 守山市 ■緑色 ― 日本全国 | ■青色 ― 男性 ■赤色 ― 女性              |  |
| 守山市（に相当する地域）の人口の推移 \| 1970年（昭和45年） \| 34,785人 \| \| \| 1975年（昭和50年） \| 41,439人 \| \| \| 1980年（昭和55年） \| 46,763人 \| \| \| 1985年（昭和60年） \| 53,052人 \| \| \| 1990年（平成2年） \| 58,561人 \| \| \| 1995年（平成7年） \| 61,859人 \| \| \| 2000年（平成12年） \| 65,542人 \| \| \| 2005年（平成17年） \| 70,823人 \| \| \| 2010年（平成22年） \| 76,560人 \| \| \| 2015年（平成27年） \| 79,859人 \| \| \| 2020年（令和2年） \| 83,236人 \| \| |                                        |  |
| 総務省統計局 国勢調査より |                                        |  |
| 1970年（昭和45年） | 34,785人                               |  |
| 1975年（昭和50年） | 41,439人                               |  |
| 1980年（昭和55年） | 46,763人                               |  |
| 1985年（昭和60年） | 53,052人                               |  |
| 1990年（平成2年） | 58,561人                               |  |
| 1995年（平成7年） | 61,859人                               |  |
| 2000年（平成12年） | 65,542人                               |  |
| 2005年（平成17年） | 70,823人                               |  |
| 2010年（平成22年） | 76,560人                               |  |
| 2015年（平成27年） | 79,859人                               |  |
| 2020年（令和2年） | 83,236人                               |  |

### 隣接自治体
滋賀県
- 野洲市
- 大津市（琵琶湖大橋）
- 栗東市
- 草津市

## 歴史

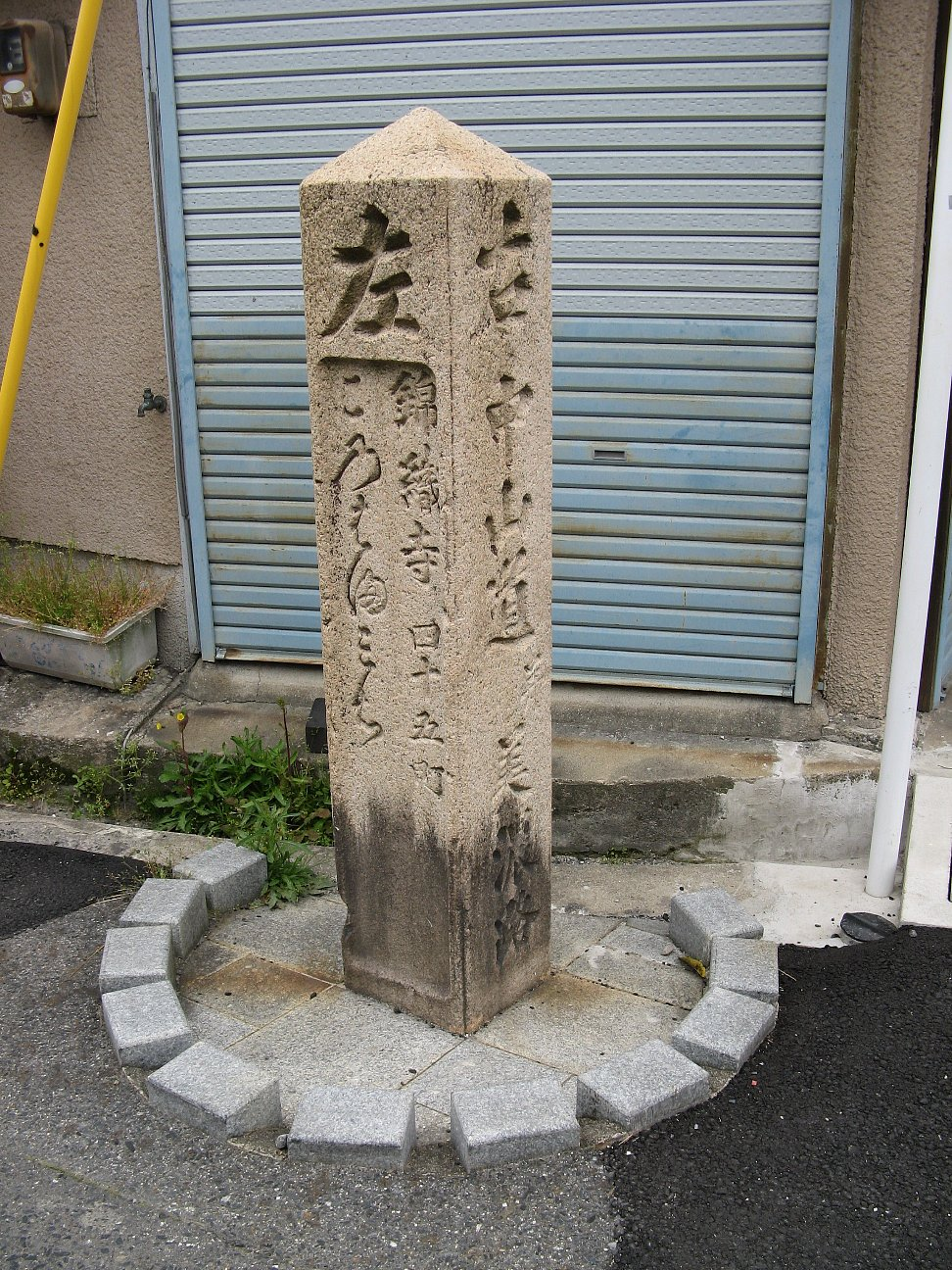
守山宿の道標。「右 中山道 并 美濃路 左 錦織寺 四十五丁 こ乃者満ミち」とある

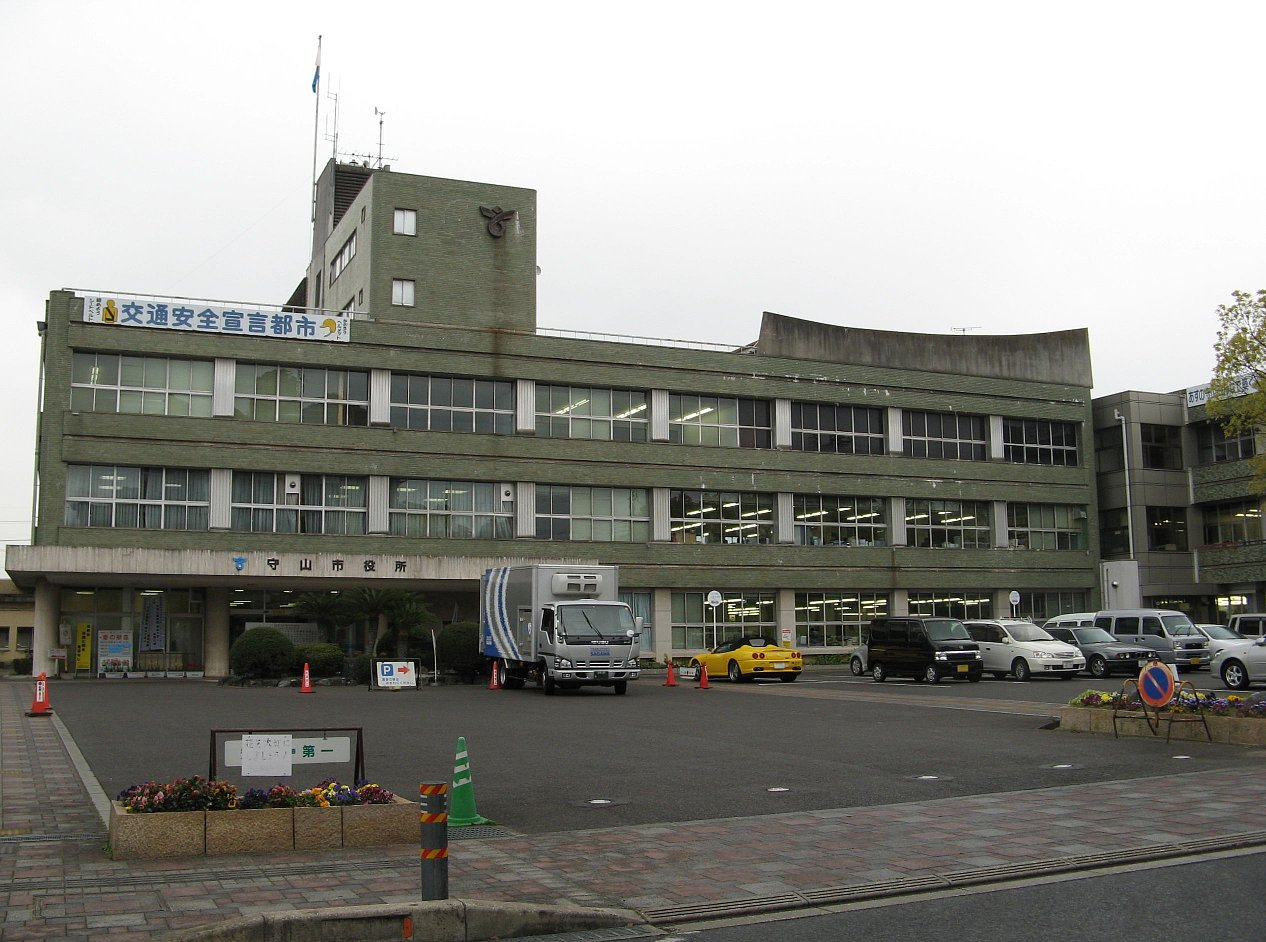
旧守山市役所（2007年4月）

### 沿革
明治
- 1889年（明治22年）4月1日 - 町村制の施行により、野洲郡守山村・吉身村・岡村・立入村の区域をもって守山村が発足。
- 1904年（明治37年）2月1日 - 野洲郡守山村が町制施行して守山町となる。
- 1912年（明治45年）4月16日 - 隣接する栗太郡物部村に東海道本線の守山駅が開業。
- 1941年（昭和16年）7月10日 - 栗太郡物部村と合併し、改めて野洲郡守山町が発足。

昭和
- 1955年（昭和30年）1月15日 - 野洲郡小津村・玉津村・河西村・速野村と合併し、改めて守山町が発足。
- 1957年（昭和32年）3月1日 - 野洲郡中洲村の一部（大字新庄・服部・立田・幸津川・小浜）を編入。
- 1965年（昭和40年） - 町章と「守山町歌」を制定（いずれも市制施行後に引き継がれている）。
- 1970年（昭和45年）7月1日 - 野洲郡守山町が市制施行して守山市となる。

過去には愛知県にも同名の守山市が存在したが、同市は1963年に名古屋市へ編入合併され守山区となったため、両市が同一名称を重複して名乗っていた時期は存在しない。
令和
- 2023年（令和5年）8月14日 - 市役所新庁舎が業務開始[3]。

| 所 属 郡 | 明治以前     | 明治初年 - 明治22年 | 明治22年 4月1日 町村制施行 | 明治22年 - 大正15年         | 昭和元年 - 昭和20年           | 昭和21年 - 昭和40年         | 昭和41年 - 現在            | 現在   |
| -------- | ------------ | ------------------- | -------------------------- | --------------------------- | ----------------------------- | --------------------------- | -------------------------- | ------ |
| 野 洲 郡 | 浮気村       | 浮気村              | 物部村                     | 物部村                      | 昭和16年7月10日 栗太郡 守山町 | 昭和30年1月15日 守山町      | 昭和45年7月1日 市制 守山市 | 守山市 |
| 野 洲 郡 | 勝部村       | 勝部村              | 物部村                     | 物部村                      | 昭和16年7月10日 栗太郡 守山町 | 昭和30年1月15日 守山町      | 昭和45年7月1日 市制 守山市 | 守山市 |
| 野 洲 郡 | 今宿村       | 今宿村              | 物部村                     | 物部村                      | 昭和16年7月10日 栗太郡 守山町 | 昭和30年1月15日 守山町      | 昭和45年7月1日 市制 守山市 | 守山市 |
| 野 洲 郡 | 焔魔堂村     | 焔魔堂村            | 物部村                     | 物部村                      | 昭和16年7月10日 栗太郡 守山町 | 昭和30年1月15日 守山町      | 昭和45年7月1日 市制 守山市 | 守山市 |
| 野 洲 郡 | 阿村         | 阿村                | 物部村                     | 物部村                      | 昭和16年7月10日 栗太郡 守山町 | 昭和30年1月15日 守山町      | 昭和45年7月1日 市制 守山市 | 守山市 |
| 野 洲 郡 | 伊勢村       | 伊勢村              | 物部村                     | 物部村                      | 昭和16年7月10日 栗太郡 守山町 | 昭和30年1月15日 守山町      | 昭和45年7月1日 市制 守山市 | 守山市 |
| 野 洲 郡 | 二町村       | 二町村              | 物部村                     | 物部村                      | 昭和16年7月10日 栗太郡 守山町 | 昭和30年1月15日 守山町      | 昭和45年7月1日 市制 守山市 | 守山市 |
| 野 洲 郡 | 古高村       | 古高村              | 物部村                     | 物部村                      | 昭和16年7月10日 栗太郡 守山町 | 昭和30年1月15日 守山町      | 昭和45年7月1日 市制 守山市 | 守山市 |
| 野 洲 郡 | 大門村       | 大門村              | 物部村                     | 物部村                      | 昭和16年7月10日 栗太郡 守山町 | 昭和30年1月15日 守山町      | 昭和45年7月1日 市制 守山市 | 守山市 |
| 野 洲 郡 | 横江村       | 横江村              | 物部村                     | 物部村                      | 昭和16年7月10日 栗太郡 守山町 | 昭和30年1月15日 守山町      | 昭和45年7月1日 市制 守山市 | 守山市 |
| 野 洲 郡 | 千代村       | 千代村              | 物部村                     | 物部村                      | 昭和16年7月10日 栗太郡 守山町 | 昭和30年1月15日 守山町      | 昭和45年7月1日 市制 守山市 | 守山市 |
| 栗 太 郡 | 守山村       | 守山村              | 守山村                     | 明治37年2月11日 町制 守山町 | 昭和16年7月10日 栗太郡 守山町 | 昭和30年1月15日 守山町      | 昭和45年7月1日 市制 守山市 | 守山市 |
| 栗 太 郡 | 吉身村       | 吉身村              | 守山村                     | 明治37年2月11日 町制 守山町 | 昭和16年7月10日 栗太郡 守山町 | 昭和30年1月15日 守山町      | 昭和45年7月1日 市制 守山市 | 守山市 |
| 栗 太 郡 | 岡村         | 岡村                | 守山村                     | 明治37年2月11日 町制 守山町 | 昭和16年7月10日 栗太郡 守山町 | 昭和30年1月15日 守山町      | 昭和45年7月1日 市制 守山市 | 守山市 |
| 栗 太 郡 | 立入村       | 立入村              | 守山村                     | 明治37年2月11日 町制 守山町 | 昭和16年7月10日 栗太郡 守山町 | 昭和30年1月15日 守山町      | 昭和45年7月1日 市制 守山市 | 守山市 |
| 栗 太 郡 | 金森村       | 金森村              | 小津村                     | 小津村                      | 小津村                        | 昭和30年1月15日 守山町      | 昭和45年7月1日 市制 守山市 | 守山市 |
| 栗 太 郡 | 三宅村       | 三宅村              | 小津村                     | 小津村                      | 小津村                        | 昭和30年1月15日 守山町      | 昭和45年7月1日 市制 守山市 | 守山市 |
| 栗 太 郡 | 大林村       | 大林村              | 小津村                     | 小津村                      | 小津村                        | 昭和30年1月15日 守山町      | 昭和45年7月1日 市制 守山市 | 守山市 |
| 栗 太 郡 | 欲賀村       | 欲賀村              | 小津村                     | 小津村                      | 小津村                        | 昭和30年1月15日 守山町      | 昭和45年7月1日 市制 守山市 | 守山市 |
| 栗 太 郡 | 森川原村     | 森川原村            | 小津村                     | 小津村                      | 小津村                        | 昭和30年1月15日 守山町      | 昭和45年7月1日 市制 守山市 | 守山市 |
| 栗 太 郡 | 山賀村       | 明治7年 山賀村      | 小津村                     | 小津村                      | 小津村                        | 昭和30年1月15日 守山町      | 昭和45年7月1日 市制 守山市 | 守山市 |
| 栗 太 郡 | 山賀新田     | 明治7年 山賀村      | 小津村                     | 小津村                      | 小津村                        | 昭和30年1月15日 守山町      | 昭和45年7月1日 市制 守山市 | 守山市 |
| 栗 太 郡 | 杉江村       | 明治7年 杉江村      | 小津村                     | 小津村                      | 小津村                        | 昭和30年1月15日 守山町      | 昭和45年7月1日 市制 守山市 | 守山市 |
| 栗 太 郡 | 杉江新田     | 明治7年 杉江村      | 小津村                     | 小津村                      | 小津村                        | 昭和30年1月15日 守山町      | 昭和45年7月1日 市制 守山市 | 守山市 |
| 栗 太 郡 | 赤野井村     | 明治8年 赤野井村    | 玉津村                     | 玉津村                      | 玉津村                        | 昭和30年1月15日 守山町      | 昭和45年7月1日 市制 守山市 | 守山市 |
| 栗 太 郡 | 赤野井新田   | 明治8年 赤野井村    | 玉津村                     | 玉津村                      | 玉津村                        | 昭和30年1月15日 守山町      | 昭和45年7月1日 市制 守山市 | 守山市 |
| 栗 太 郡 | 石田村       | 石田村              | 玉津村                     | 玉津村                      | 玉津村                        | 昭和30年1月15日 守山町      | 昭和45年7月1日 市制 守山市 | 守山市 |
| 栗 太 郡 | 十二里村     | 十二里村            | 玉津村                     | 玉津村                      | 玉津村                        | 昭和30年1月15日 守山町      | 昭和45年7月1日 市制 守山市 | 守山市 |
| 栗 太 郡 | 矢島村       | 矢島村              | 玉津村                     | 玉津村                      | 玉津村                        | 昭和30年1月15日 守山町      | 昭和45年7月1日 市制 守山市 | 守山市 |
| 栗 太 郡 | 水保村       | 明治7年 水保村      | 速野村                     | 速野村                      | 速野村                        | 昭和30年1月15日 守山町      | 昭和45年7月1日 市制 守山市 | 守山市 |
| 栗 太 郡 | 水保新田     | 明治7年 水保村      | 速野村                     | 速野村                      | 速野村                        | 昭和30年1月15日 守山町      | 昭和45年7月1日 市制 守山市 | 守山市 |
| 栗 太 郡 | 今浜村       | 明治初年 今浜村     | 速野村                     | 速野村                      | 速野村                        | 昭和30年1月15日 守山町      | 昭和45年7月1日 市制 守山市 | 守山市 |
| 栗 太 郡 | 今浜新田     | 明治初年 今浜村     | 速野村                     | 速野村                      | 速野村                        | 昭和30年1月15日 守山町      | 昭和45年7月1日 市制 守山市 | 守山市 |
| 栗 太 郡 | 木浜村       | 明治5年 木浜村      | 速野村                     | 速野村                      | 速野村                        | 昭和30年1月15日 守山町      | 昭和45年7月1日 市制 守山市 | 守山市 |
| 栗 太 郡 | 木浜新田     | 明治5年 木浜村      | 速野村                     | 速野村                      | 速野村                        | 昭和30年1月15日 守山町      | 昭和45年7月1日 市制 守山市 | 守山市 |
| 栗 太 郡 | 開発村       | 明治8年 洲本村      | 速野村                     | 速野村                      | 速野村                        | 昭和30年1月15日 守山町      | 昭和45年7月1日 市制 守山市 | 守山市 |
| 栗 太 郡 | 川崎新田     | 明治8年 洲本村      | 速野村                     | 速野村                      | 速野村                        | 昭和30年1月15日 守山町      | 昭和45年7月1日 市制 守山市 | 守山市 |
| 栗 太 郡 | 播磨田村     | 播磨田村            | 河西村                     | 河西村                      | 河西村                        | 昭和30年1月15日 守山町      | 昭和45年7月1日 市制 守山市 | 守山市 |
| 栗 太 郡 | 小島村       | 小島村              | 河西村                     | 河西村                      | 河西村                        | 昭和30年1月15日 守山町      | 昭和45年7月1日 市制 守山市 | 守山市 |
| 栗 太 郡 | 中村         | 中村                | 河西村                     | 河西村                      | 河西村                        | 昭和30年1月15日 守山町      | 昭和45年7月1日 市制 守山市 | 守山市 |
| 栗 太 郡 | 笠原村       | 笠原村              | 河西村                     | 河西村                      | 河西村                        | 昭和30年1月15日 守山町      | 昭和45年7月1日 市制 守山市 | 守山市 |
| 栗 太 郡 | 今市村       | 今市村              | 河西村                     | 河西村                      | 河西村                        | 昭和30年1月15日 守山町      | 昭和45年7月1日 市制 守山市 | 守山市 |
| 栗 太 郡 | 荒見村       | 荒見村              | 河西村                     | 河西村                      | 河西村                        | 昭和30年1月15日 守山町      | 昭和45年7月1日 市制 守山市 | 守山市 |
| 栗 太 郡 | 川田村の一部 | 川田村              | 河西村                     | 河西村                      | 河西村                        | 昭和30年1月15日 守山町      | 昭和45年7月1日 市制 守山市 | 守山市 |
| 栗 太 郡 | 新庄村       | 新庄村              | 中洲村 の一部              | 中洲村の一部                | 中洲村の一部                  | 昭和32年3月1日 守山町に編入 | 昭和45年7月1日 市制 守山市 | 守山市 |
| 栗 太 郡 | 服部村       | 服部村              | 中洲村 の一部              | 中洲村の一部                | 中洲村の一部                  | 昭和32年3月1日 守山町に編入 | 昭和45年7月1日 市制 守山市 | 守山市 |
| 栗 太 郡 | 立花村       | 明治5年 立田村      | 中洲村 の一部              | 中洲村の一部                | 中洲村の一部                  | 昭和32年3月1日 守山町に編入 | 昭和45年7月1日 市制 守山市 | 守山市 |
| 栗 太 郡 | 戸田村       | 明治5年 立田村      | 中洲村 の一部              | 中洲村の一部                | 中洲村の一部                  | 昭和32年3月1日 守山町に編入 | 昭和45年7月1日 市制 守山市 | 守山市 |
| 栗 太 郡 | 幸津川村     | 明治7年 幸津川村    | 中洲村 の一部              | 中洲村の一部                | 中洲村の一部                  | 昭和32年3月1日 守山町に編入 | 昭和45年7月1日 市制 守山市 | 守山市 |
| 栗 太 郡 | 幸津川新田   | 明治7年 幸津川村    | 中洲村 の一部              | 中洲村の一部                | 中洲村の一部                  | 昭和32年3月1日 守山町に編入 | 昭和45年7月1日 市制 守山市 | 守山市 |
| 栗 太 郡 | 小浜村       | 明治7年 小浜村      | 中洲村 の一部              | 中洲村の一部                | 中洲村の一部                  | 昭和32年3月1日 守山町に編入 | 昭和45年7月1日 市制 守山市 | 守山市 |
| 栗 太 郡 | 小浜新田     | 明治7年 小浜村      | 中洲村 の一部              | 中洲村の一部                | 中洲村の一部                  | 昭和32年3月1日 守山町に編入 | 昭和45年7月1日 市制 守山市 | 守山市 |

## 行政

### 市長
- 市長：森中高史 （2023年2月20日就任、1期目）

歴代市長
| 歴代 | 氏名     | 就任年月日    | 備考                                            |
| ---- | -------- | ------------- | ----------------------------------------------- |
| 初代 | 北川俊一 | 1970年7月1日  | 守山町長、1975年2月19日退任、2005年12月31日死去 |
| 2代  | 髙田信昭 | 1975年2月20日 | 守山市教育長、2012年2月20日死去                 |
| 3代  | 甲斐道清 | 1995年2月20日 | 少林寺（守山市矢島）住職                        |
| 4代  | 山田亘宏 | 2003年2月20日 | 守山市市議会議員                                |
| 5代  | 宮本和宏 | 2011年2月20日 | 国土交通省住宅局建築指導課長補佐・守山市技監    |
| 6代  | 森中高史 | 2023年2月20日 | 元総務省職員                                    |

### 広域行政
- 湖南広域行政組合

消防、第二次救急医療、屎尿処理を行う。構成は守山市、草津市、栗東市、野洲市。当市は消防に関しては北消防署の管轄となる。

## 議会

### 市議会
- 定数：20名
- 任期：2019年10月16日 - 2023年10月15日
- 議長：筈井昌彦（新政会）
- 副議長：赤渕義誉（新政会）

### 県議会
- 選挙区：守山市選挙区
- 定数：3人
- 任期：2023年4月30日 - 2027年4月29日
- 投票日：2023年4月9日
- 当日有権者数：67,107人
- 投票率：41.36％

| 候補者名 | 当落 | 年齢 | 党派名       | 新旧別 | 得票数  |
| -------- | ---- | ---- | ------------ | ------ | ------- |
| 岩佐弘明 | 当   | 68   | 自由民主党   | 現     | 8,951票 |
| 小川泰江 | 当   | 60   | 無所属       | 新     | 7,970票 |
| 森重重則 | 当   | 49   | チームしが   | 新     | 5,468票 |
| 二上勝友 | 落   | 48   | 日本維新の会 | 新     | 5,086票 |

### 衆議院
- 選挙区：滋賀3区（草津市、守山市、栗東市、野洲市）
- 任期：2021年10月31日 - 2025年10月30日
- 当日有権者数：274,521人
- 投票率：57.43％

| 当落 | 候補者名 | 年齢 | 所属党派     | 新旧別 | 得票数   | 重複 |
| ---- | -------- | ---- | ------------ | ------ | -------- | ---- |
| 当   | 武村展英 | 49   | 自由民主党   | 前     | 81,888票 | ○    |
|      | 直山仁   | 49   | 日本維新の会 | 新     | 41,593票 | ○    |
|      | 佐藤耕平 | 39   | 日本共産党   | 新     | 20,423票 |      |
|      | 高井崇志 | 52   | れいわ新選組 | 前     | 11,227票 | ○    |

## 施設

### 警察
- 滋賀県守山警察署（守山市金森町494）

### 消防
- 北消防署（守山市石田町377-1）

### 医療
主な病院
- 守山市民病院（守山市守山四丁目14番1号）
- 滋賀県立総合病院（守山市守山五丁目4番30号）
- 滋賀県立小児保健医療センター（守山市守山五丁目7番30号）

## 市のシンボル
- 市の木：クスノキ - 勝部の宮の森にあるクスノキの巨木に由来（1975年に市制施行5周年を記念して制定）[8]
- 市の花：妙蓮 - 滋賀県の天然記念物に指定されている田中の大日堂の妙蓮に由来（1975年に市制施行5周年を記念して制定）[8]
- 2014年（平成26年）2月に守山市の都市ブランドをPRするために、「ロゴデザイン」を制定した[9]。 このロゴデザインは、従来のロゴデザインとは異なり、「市民参加型」のロゴデザインである[9]。

## 対外関係

### 姉妹都市・提携都市

#### 海外
姉妹都市
- 米国ミシガン州エイドリアン市（アメリカ合衆国 ミシガン州 レンアウェイ郡）
- カウアイ郡（アメリカ合衆国 ハワイ州）
- 公州市（大韓民国 忠清南道）

## 経済

### 第一次産業

#### 農業
- 守山メロン

#### 漁業
主な漁港
- 木浜漁港

### 第三次産業

#### 商業
主な商業施設
- ピエリ守山
- モリーブ

### 金融機関

#### 銀行
- 滋賀銀行
- 関西みらい銀行（旧びわこ銀行）
- 京都銀行

#### 協同組織金融機関
- 滋賀中央信用金庫（旧近江八幡信用金庫）
- 京都中央信用金庫
- 京都信用金庫
- 近畿労働金庫

#### 農協・生協
- レーク滋賀農業協同組合（JAレーク滋賀）［旧JAおうみ冨士］

### 拠点を置く企業
- 旭化成
- 安全索道
- 一正蒲鉾
- オイシス
- グンゼ

- ダイハツディーゼル
- JNC
- 日本コカ・コーラ
- 富士車輌
- ワコール

- まちおこし
- 守山市有線放送
- センコー
- キヤノンマシナリー
- 東洋インキ

## 教育
- 滋賀県立守山中学校は滋賀県立守山高等学校との中高一貫校で、滋賀県内にある中高一貫校3校あるうちの1校である。
- 守山市が守山市立守山女子高校を学校法人立命館に無償譲渡し、2006年（平成18年）4月に立命館守山高校が開校。閉鎖された旧平安女学院大学びわ湖守山キャンパスの跡地へ移転し、2007年（平成19年）4月に立命館守山中学校が開校。なお、守山女子高校の譲渡に関しては、女子高校教職員らを中心とした一部の住民が反対運動を展開。守山市に監査請求を行ったが却下された。現在、反対運動は沈静化している。

### 専修学校
県立
- 滋賀県立総合保健専門学校（守山市守山）

### 高等学校
県立
- 滋賀県立守山高等学校（守山市守山）
- 滋賀県立守山北高等学校（守山市笠原町）

私立
- 立命館守山高等学校（守山市三宅町）

### 中学校
県立
- 滋賀県立守山中学校（守山市守山）

市立
- 守山市立明富中学校（守山市水保町）
- 守山市立守山中学校（守山市石田町）
- 守山市立守山北中学校（守山市荒見町）
- 守山市立守山南中学校（守山市古高町）

私立
- 立命館守山中学校（守山市三宅町）

### 小学校
- 守山市立小津小学校（守山市欲賀町）
- 守山市立河西小学校（守山市小島町）
- 守山市立立入が丘小学校（守山市岡町）
- 守山市立玉津小学校（守山市赤野井町）
- 守山市立中洲小学校（守山市幸津川町）
- 守山市立速野小学校（守山市木浜町）
- 守山市立物部小学校（守山市二町町）
- 守山市立守山小学校（守山市勝部）
- 守山市立吉身小学校（守山市吉身）

### 特別支援学校
県立
- 滋賀県立守山養護学校（守山市守山）

## 交通

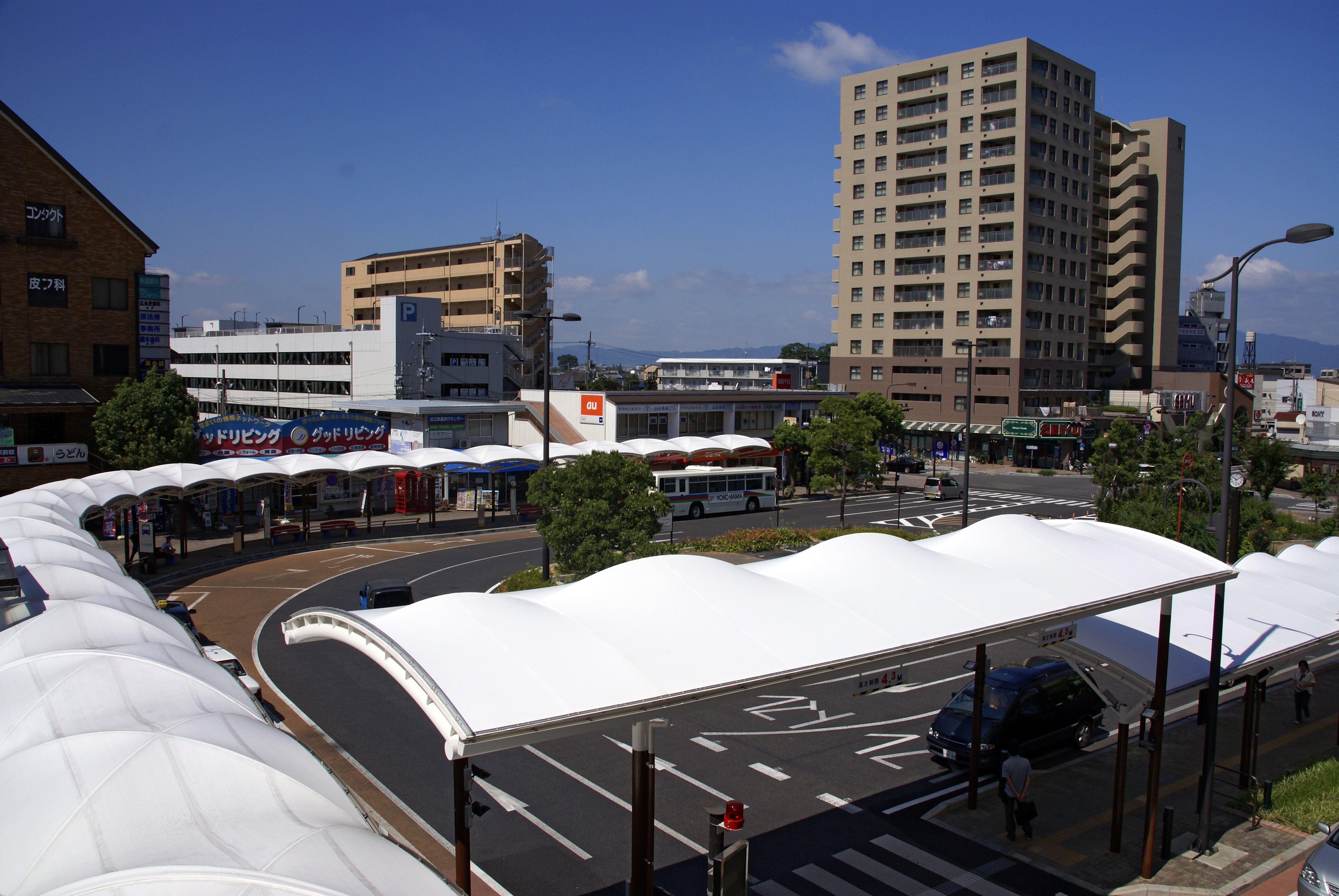
守山駅西口前バスロータリー

唯一の鉄道駅であるJR西日本東海道本線守山駅は市の南端に所在し、市内の移動には自動車が利用されることが多い。琵琶湖大橋取り付け道路（一部は国道477号）を主要な軸として発展している。この道路は、通称「取り付け道路」と呼ばれている。
1990年代以降の人口増加に伴って、取付道路以外の東西交通軸や、南北交通軸の整備が行われている。また、守山駅周辺から市役所にかけては、バリアフリーエリアとして整備されている。エリア内には、市民病院、滋賀県立成人病センター、公共施設、教育施設などが集中して存在する。

### 鉄道
守山駅は新快速が停車し、当市の中心駅となる。新快速を利用した場合、京都駅まで約24分、大阪駅まで約53分で到達する。
JR西日本
- 琵琶湖線（東海道本線）：（至栗東駅）← 守山駅 →（至野洲駅）

### バス

#### 路線バス
- 近江鉄道バス
- 江若交通
- まめバス （草津市のコミュニティバス。「草津・栗東・守山くるっとバス」が守山駅に乗り入れる）

### 道路

#### 国道
- 国道477号

#### 県道
主要地方道
- 滋賀県道2号大津能登川長浜線
- 滋賀県道11号守山栗東線（レインボーロード）
- 滋賀県道26号大津守山近江八幡線（浜街道）
- 滋賀県道42号草津守山線（大津湖南幹線）
- 滋賀県道48号近江八幡守山線

一般県道
- 滋賀県道145号片岡栗東線
- 滋賀県道146号欲賀守山甲線
- 滋賀県道147号赤野井守山線
- 滋賀県道151号守山中主線
- 滋賀県道153号幸津川服部線
- 滋賀県道156号守山停車場線
- 滋賀県道157号高野守山線
- 滋賀県道504号小島野洲線
- 滋賀県道559号近江八幡大津線（湖岸道路=さざなみ街道）

## 観光

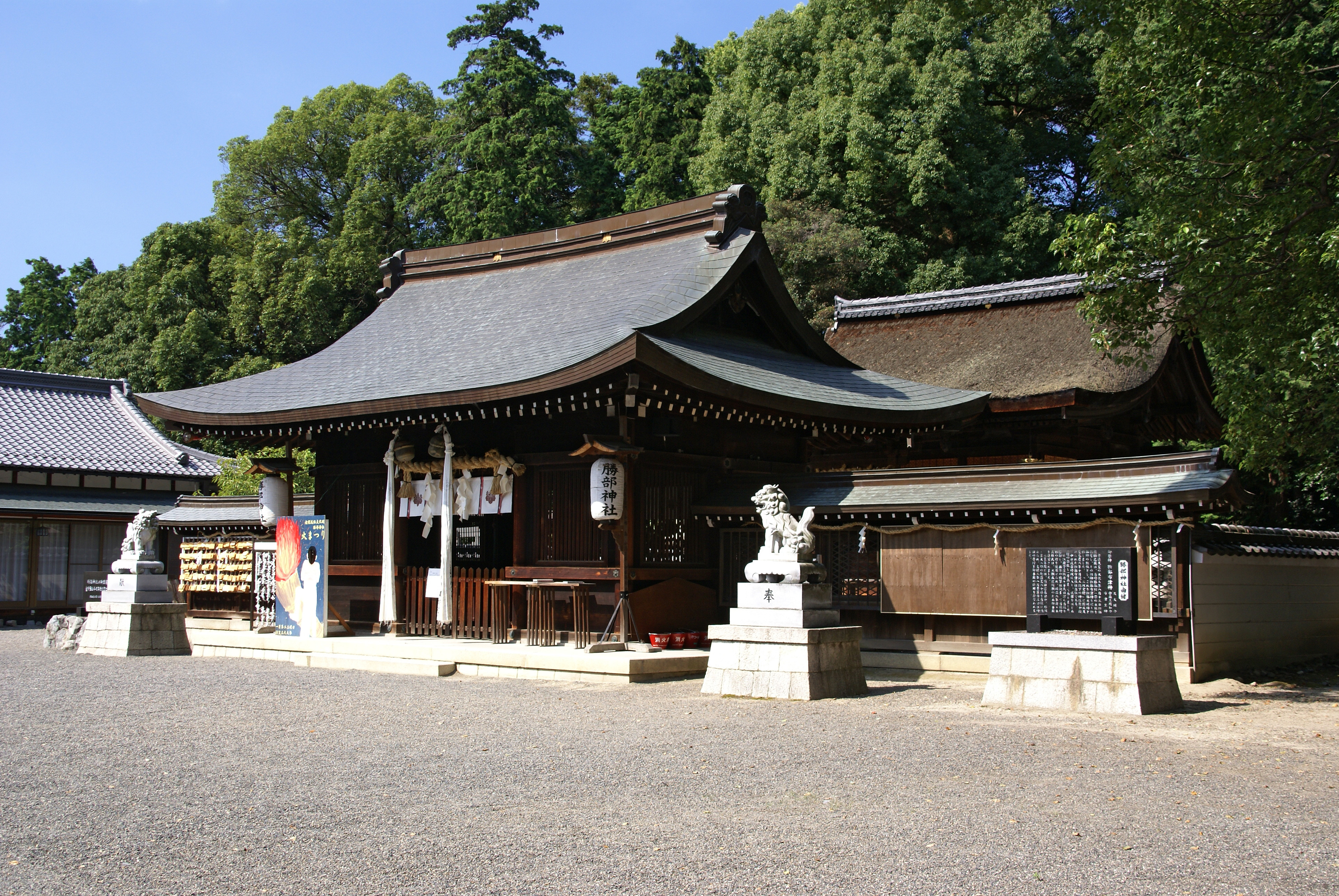
勝部神社

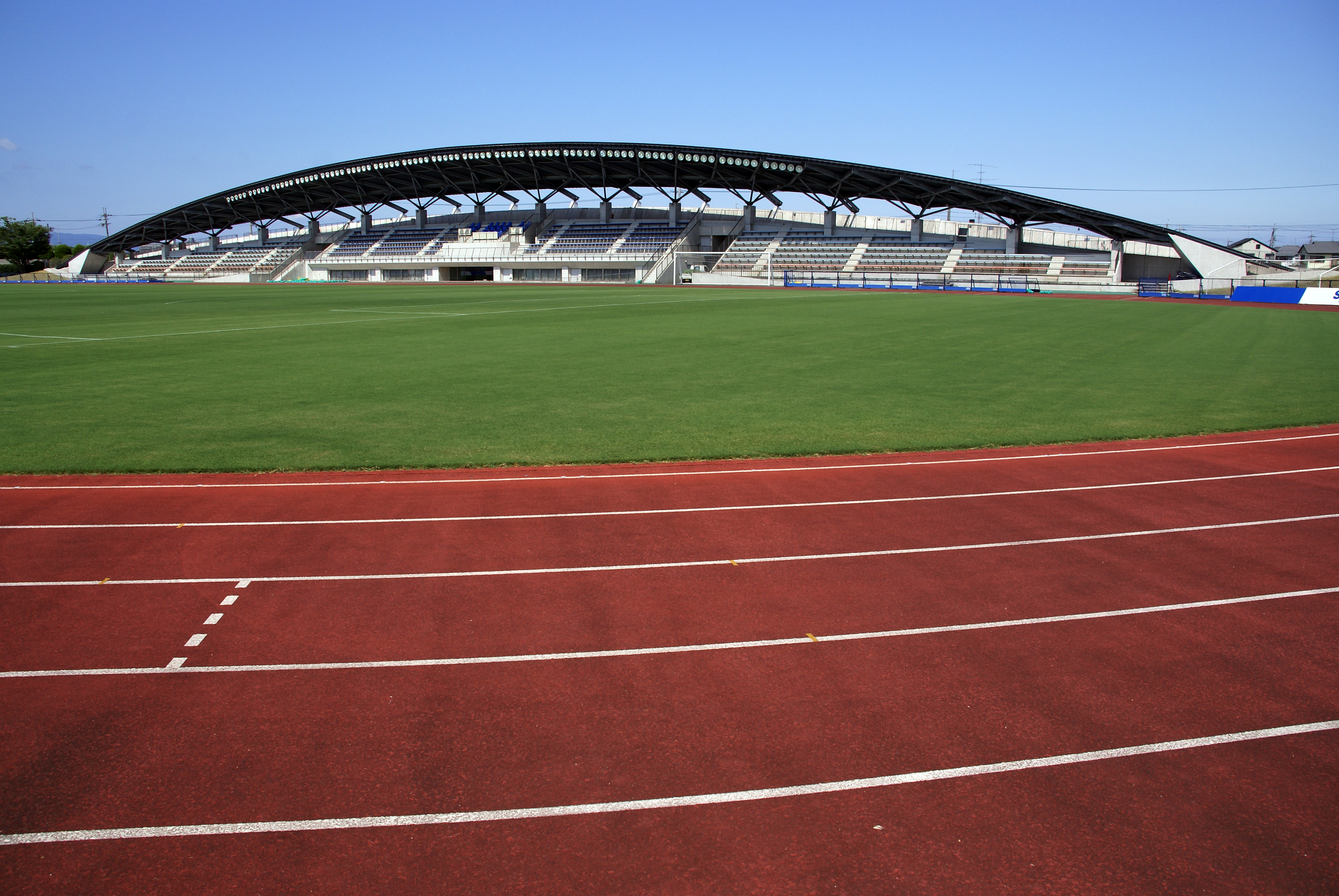
守山陸上競技場

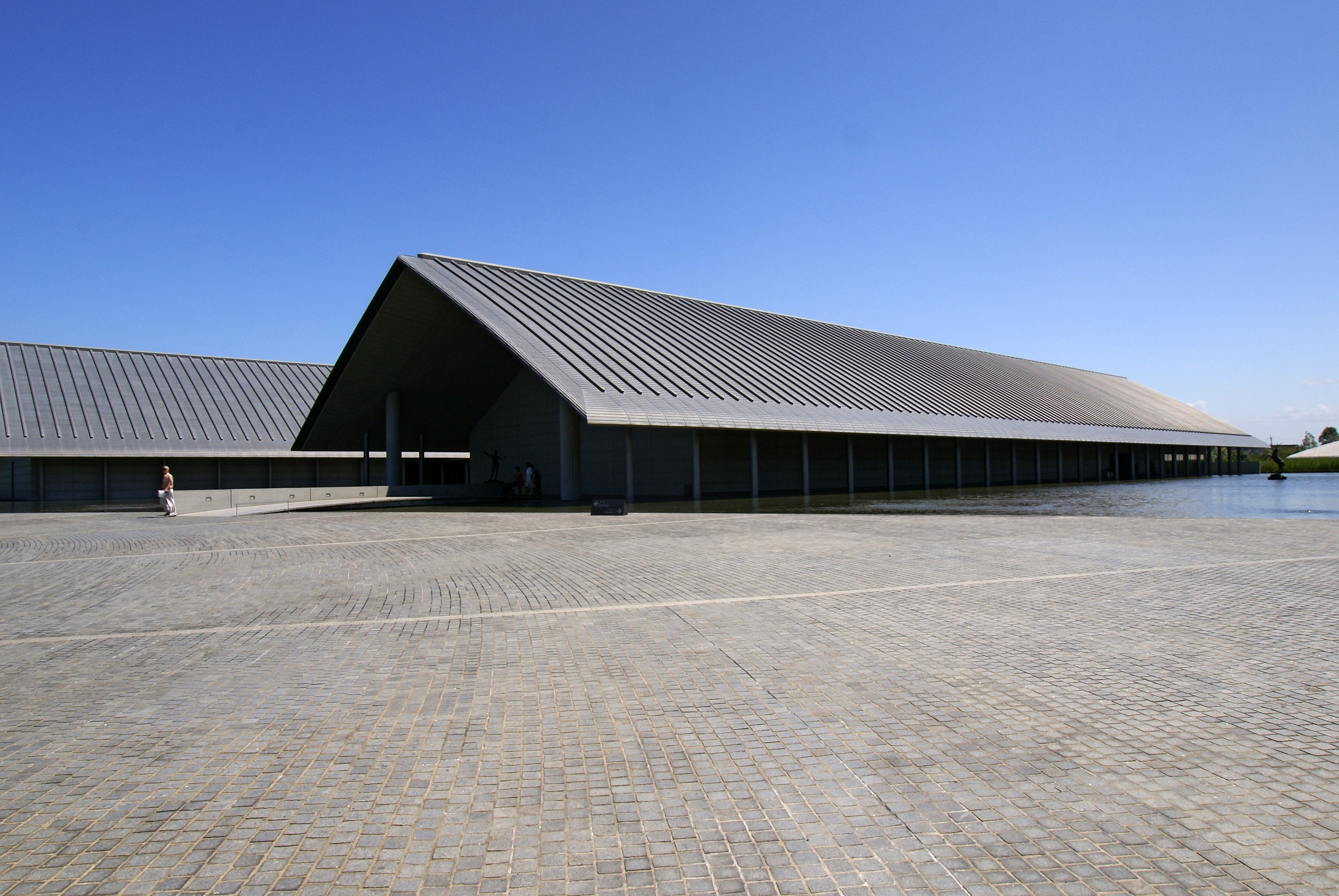
佐川美術館

### 名所・旧跡
城郭・屋敷
- 金森御坊（金森懸所）：守山市金森

室町時代後期、野洲郡・栗太郡地域の一向宗門徒中心地、城塞化した。鎌倉時代の石造宝塔「懸所宝塔」（国の重要文化財に指定）がある。
- 立入城：守山市立入町
- 服部陣屋（服部城） – 上田重安（上田宗箇）上田重秀の城跡：守山市服部町

野洲川沿いに築かれ、水堀に囲まれた城郭風の大規模な陣屋であった。
- 浮気城：守山市浮気町
- 三宅城：守山市三宅町（蓮生寺（市史跡）周辺）

金森城を本拠とした一向宗門徒の支城。
- 守山城：守山市守山1丁目（大光寺周辺）
- 矢島御所 – 足利義昭の御所跡：守山市矢島町

かつて水堀で囲まれ二町四方の規模であったと伝わる。
- 小島城（児島城）：守山市小島町（小島天満宮一帯）。南北朝時代の児島高徳が築城したと伝わる。

寺院
- 益須寺遺跡 – 飛鳥時代後期（白鳳期）の寺院跡、日本初の療養施設とされる：守山市吉身町
- 赤野井別院 – 室町時代一向宗門徒の近江布教の中心、蓮如ゆかりの寺院：守山市赤野井町
- 大慈山福林寺 – 寺伝によれば平安時代初期最澄の開基、本尊の木造十一面観音立像は国の重要文化財、石造宝塔2基は国の重要美術品：守山市木浜町

神社
- 小津神社 – 日本武尊の孫小津君が祖神を祀ったのが起源とされ、室町時代建立の本殿は三間社流造、檜皮葺で、国の重要文化財に指定されている：守山市杉江町
- 勝部神社（物部大明神、勝部大明神） – 社伝によれば649年（大化5年）創祀、近江国守護佐々木氏が出陣時に勝部神社の竹を旗竿に用いた：守山市勝部一丁目
- 己爾乃神社（若一大権現） – 式内社（延喜式神名帳記載の神社）で、社伝によれば829年（天長6年）創祀、開発己爾乃神社と中の前己爾乃神社の2社がある：守山市洲本町
- 蜊江神社 – 「オツブさん（タニシ）」を神の使いとして祀る：守山市笠原町
- 馬路石邊神社（田中大明神、田中天王社） – 天王の森にある式内社で、社伝によれば663年（白鳳3年）創祀

街道
- 中山道守山宿、加宿吉身・今宿
  - 稲妻形屋敷割りの道
  - 比叡山守山寺東門院（守山観音）（788年（延暦7年）比叡山寺(現延暦寺)を建立時に設けられた東の門を基とする：守山市守山二丁目）
  - 佛日山大光寺（1349年（貞治5年）開基、守山城跡、宇野家・岡田家墓所、曲直瀬道三所縁の寺）
  - 甲屋跡（謡曲「望月」の舞台となった守山宿にあった旅籠：守山市守山一丁目）
  - 土橋（守山本宿と加宿今宿との境「吉川」に架かる橋：守山市今宿・守山）
- 加宿今宿
  - 今宿一里塚跡（日本橋から 草津宿までの間129カ所の一里塚の中で128番目のもの：守山市今宿町）
- 加宿吉身
  - 住吉山興福院慈眼寺（本尊の十一面観音は最澄が帰国時に乗船した船の帆柱で作られたとの伝承から「帆柱観音」と通称される：守山市吉身一丁目）

遺跡
- 服部遺跡（弥生前期から鎌倉時代に至る水田・墓跡：守山市服部町）
- 下之郷遺跡（弥生中期の大規模な多重環濠集落跡：守山市下之郷）
  - 下之郷史跡公園：守山市下之郷
- 伊勢遺跡（弥生から鎌倉時代の集落跡（弥生後期集落遺跡として国内最大級）：守山市伊勢町・阿村町）

戦跡
- 壬申の乱
  - 672年（天武元年）「安川（安河）濱の戦い」近江朝軍と大海人皇子（後の天武天皇）軍との戦い
- 応仁の乱
  - 1487年（長享元年）「鈎の陣」における野洲川原での六角高頼と細川政元との戦い。
- 織田信長近江侵攻
  - 1570年（元亀元年）「野洲河原の戦い」六角義賢・義治と柴田勝家・佐久間信盛との戦い、六角氏最期の組織的戦い：守山市笠原。
  - 1572年（元亀3年）「元亀の戦い」金森一向宗門徒と織田軍との戦い、門徒勢の金森御坊・三宅城落城：守山市金森・三宅町。

主な史跡
- 大庄屋諏訪家屋敷 – 江戸時代に、代々大庄屋を務めた諏訪家屋敷建物・庭園（守山市赤野井町）

### 観光スポット
それぞれの季節に花の咲く公園が市内に点在し、市民に親しまれている。また、初夏には市街地でも蛍（ゲンジボタル）を観察できる。これは、蛍の生息できる環境を取り戻すため、市や市民が取り組んでいる蛍生育活動や環境保護活動の成果である。また、東京大学運動会自転車部出身の宮本市長のもと、ビワイチをはじめとする自転車施策にも力を入れている。
交流施設
- 守山市民ホール（守山市三宅町）

文化施設
- 佐川美術館（守山市水保町北川）
- 守山市ほたるの森資料館 - 守山市民運動公園内（守山市三宅町）
- 守山市立埋蔵文化財センター（守山市服部町）

レジャー
- 守山市民運動公園（守山市三宅町）
  - 守山市民体育館
  - 守山市民球場
  - 守山市民スポーツ広場
  - 運動公園テニスコート 他
- みさき自然公園（守山市今浜町）
  - 美崎公園キャンプ場
- びわこ地球市民の森（守山市今浜町）
- なぎさ公園（守山市今浜町）
- もりやまバラ・ハーブ園（守山市幸津川町）
- もりやまフルーツランド（守山市幸津川町）
- もりやま芦刈園（守山市杉江町）
- 近江妙蓮公園（守山市中町）
- 笠原桜公園（守山市笠原町）
- 野洲川立入河川公園 -（守山市立入町）
- 守山市野洲川歴史公園サッカー場（守山市服部町）
- 琵琶湖レークサイドゴルフコース - 27ホール（守山市木浜町）
- SGホールディングスグループ健康保険組合守山陸上競技場（守山市水保町北川）

SGホールディングスグループ健康保険組合守山球場

## 文化・名物

### 祭事・催事

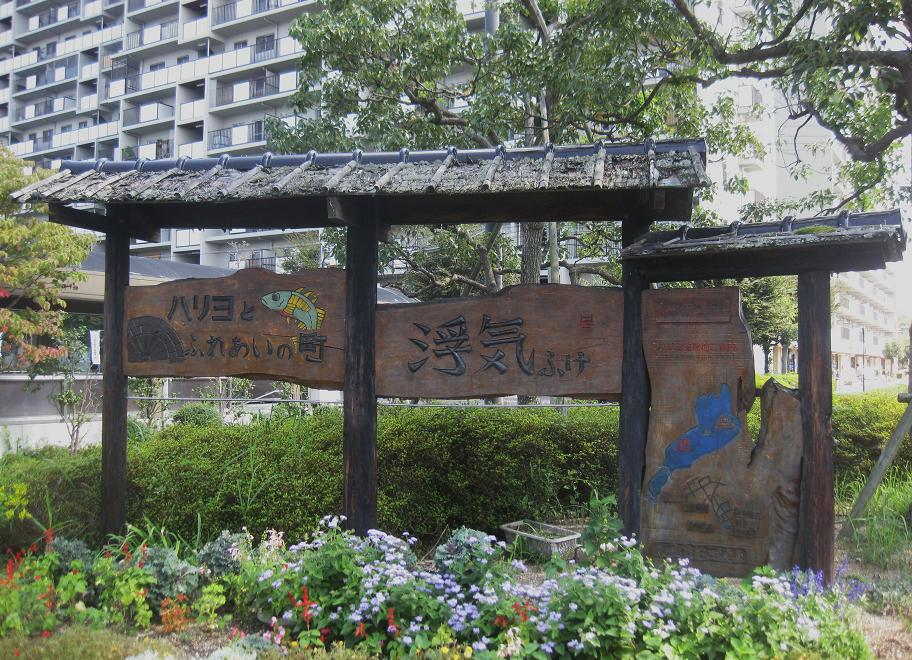
浮気町（守山駅東口）

- 勝部の火まつり（1月第2土曜日）
- 長刀祭り（5月5日）
- すし切り祭り（5月5日）
- 豊年踊り（5月5日）
- そうもく千燈（10月第3土曜日）
- もりやまいち

### 名産・特産
- 守山メロン

### スポーツ
野球
- 滋賀GOブラックス（日本海オセアンリーグ）
- SHIGA HIJUMPS

## 出身関連著名人

### 名誉市民
- 宇野宗佑[10]（元内閣総理大臣）：守山
- 森口華弘[10]（友禅作家・重要無形文化財保持者。人間国宝）：守山
  - いずれも守山市出身である。

### 出身著名人
江戸時代以前
- 宇野醴泉（儒学者）：守山
- 立入宗康（勤皇家）：立入
- 立入宗継（安土桃山から江戸初期の官人・商人）：立入
- 古高俊太郎（幕末勤皇の志士）；古高
- 曲直瀬道三（戦国後期から江戸時代前期の医師）：勝部

戦前
- 岡田逸治郎（明治時代の政治家・衆議院議員）：吉身
- 岡田国太郎（戦前の医学博士、細菌学者）：吉身
- 岡田信（戦前の大蔵官僚・銀行家）：吉身
- 岡田満（慶應大学医学部初代歯学科教授）：吉身
- 中野善次郎（草津町長）：吉身

戦後
- 石見颯真（プロ野球選手）
- 上原仁（マイネット創業者、滋賀レイクスターズ会長）
- 宇野治（元衆議院議員）
- 大澄れい（元宝塚歌劇団、雪組男役）
- くっきー（お笑い芸人、野性爆弾）：播磨田
- 国松俊英（児童文学作家）
- 河野伊一郎（工学者）
- 小林橘川（第17代名古屋市長、100m道路建設、名古屋城天守閣再建）
- 酒井隆介（元プロサッカー選手）
- 佐合井マリ子（シンガーソングライター）
- 里内猛（元サッカー日本代表フィジカルコーチ）
- 下畠翔吾（元プロサッカー選手）：吉身
- 高橋春成（地理学者、奈良大学教授）
- 高谷好一（生態学者・地域研究者、京都大学名誉教授）
- 鶴田圭祐（元プロ野球選手）：今宿

- 外村孝雄 (音楽プロデューサー）
- 永井柳太郎（俳優）
- 中島一（第14代彦根市長）
- 中島桃果子（作家、第4回新潮エンターテイメント大賞受賞）：勝部
- ひょっこりはん（お笑い芸人）
- 松本タカヒロ（ミュージシャン、The Turtles）
- 三本和明（バルセロナ、アトランタ五輪ボート日本代表）
- 南喜市郎（守山ほたる保護の父）
- 美濃部直彦（元プロサッカー選手、サッカー指導者）：幸津川
- 村田和哉（元プロサッカー選手）
- 八木莉可子（モデル）
- 山田豊三郎（元大津市長）
- 吉岡大輔（NHKアナウンサー）
- ロッシー（お笑い芸人、野性爆弾）：小島

・村上昌謙（プロサッカー選手）

#### ゆかりのある著名人
- 足利義昭（室町幕府第15代将軍）：矢島御所に居住
- 井原正巳（アビスパ福岡監督、元サッカー日本代表キャプテン）
- 岡田孝男（医学者、順天堂大学名誉教授）：東京
- 岡田博（医学者、名大名誉教授・愛知医科大学学長・名古屋市科学館長）：名古屋
- 森三紀（地理学者）
- 森田まさのり（漫画家）